# خيوط العنكبوت (فلم 2014)
خيوط العنكبوت هو فيلمٌ مغربيٌ أُنتج عام 2014. وهو آخر عمل أخرجه المخرج شكيب بن عمر.

## قصة الفيلم
تدور قصة الفيلم حول الجرائم الإلكترونية، واستخدام الإنترنت في الأعمال المخالفة للقانون.